# Nova van Dijk
Pour les articles homonymes, voir van Dijk.
 (janvier 2019).
Si vous disposez d'ouvrages ou d'articles de référence ou si vous connaissez des sites web de qualité traitant du thème abordé ici, merci de compléter l'article en donnant les références utiles à sa vérifiabilité et en les liant à la section « Notes et références ».
Nova van Dijk, née le 31 octobre 1976 à Amsterdam,, est une actrice, réalisatrice, scénariste néerlandaise.

## Filmographie

### Actrice

#### Cinéma et téléfilms
- 1997 : Au : Bonnie
- 1998 : Goudkust (nl) : Coosje Verkerk
- 1999 : All stars: De serie (nl) : La femme du joueur
- 2000 : De garage : Ellen
- 2015 : Poesjes : Laura

### Réalisatrice et scénariste
- 2009 : Tzirk
- 2009 : Arie Kater-De Kater Komt Later
- 2010 : De grote stad
- 2010 : Kattenkwaad (nl)
- 2013 : Onder Invloed (nl)
- 2015 : Poesjes
- 2015 : Thanatos

## Vie privée
Elle est la fille du chanteur Bill van Dijk (nl).